# ForFarmers
ForFarmers is een onderneming die bestaat uit veevoederfabrieken en handelsfirma's die voer voor landbouwdieren zoals runderen, varkens en pluimvee leveren aan boeren in Nederland, België, Duitsland, Polen en het Verenigd Koninkrijk.

## Activiteiten
Voor haar mengvoeractiviteiten had ForFarmers in 2024 38 fabrieken in Europa. Vanuit deze locaties worden meer dan 28.500 boeren beleverd. De Nederlandse fabrieken staan in Almelo, Delden, Deventer, Heijen, Lochem en Zwolle en in Duitsland in Calveslage, Hamburg, Langförden, Rapshagen en Rees. De hoofdvestiging staat in Lochem.
In 2024 werkten 2687 medewerkers bij het bedrijf, waarvan 1042 in Nederland, 306 in Duitsland, 848 in het Verenigd Koninkrijk, 486 in Polen en 5 in België. Nederland en België zijn samen de grootste afzetmarkt met een aandeel in de omzet van bijna 50%, gevolgd door Duitsland en Polen met ruim een kwart en de rest van de omzet wordt gerealiseerd in het Verenigd Koninkrijk.

### Resultaten
De onderneming heeft sinds 2005 een sterke groei doorgemaakt. Acquisities speelden hierbij een belangrijke rol. De explosieve omzetgroei tussen 2008 en 2010 is vooral het gevolg van het meerderheidsbelang dat in Cefetra werd genomen. Dit handelshuis maakt een grote omzet, maar tegen lage winstmarges.
In 2012 zijn de effecten van de overnames van Hendrix en BOCM PAULS en de verkoop van Cefetra en Probroed duidelijk zichtbaar in de resultaten. Op de verkoop van de laatste twee bedrijven werd een transactieresultaat gerealiseerd van € 12,8 miljoen. De stijging van het aantal werknemers vond vooral plaats in het Verenigd Koninkrijk. Hier steeg het aantal werknemers van 45 in 2011 naar 941 in 2012. Vanwege de grote veranderingen heeft ForFarmers ook pro forma cijfers over 2012 gepresenteerd. Hierbij zijn de resultaten van de verkochte bedrijfsonderdelen Cefetra en Probroed geëlimineerd en zijn de acquisities van Hendrix en BOCM PAULS opgenomen als zouden deze per 1 januari 2012 zijn geëffectueerd.
In 2013 heeft ForFarmers € 9,0 miljoen gereserveerd als voorziening voor debiteuren. Ondanks de hogere volumes daalde in 2016 de omzet door lagere grondstoffenprijzen en de depreciatie van het Britse pond. De scherpe winstdaling van 2019 kwam door ongunstig inkopen, ForFarmers besloot de hogere inkoopprijzen niet door te berekenen waardoor de winstmarge daalde.
| Jaar     | Omzet       | Nettoresultaat | Afzet mengvoerders | Werknemers |
| Jaar     | (× miljoen) | (× miljoen)    | Afzet mengvoerders | Werknemers |
| -------- | ----------- | -------------- | ------------------ | ---------- |
| 2005     | € 268       | € 12,3         | 1.287.000 ton      | 380        |
| 2006     | € 331       | € 14,2         | 1.582.000 ton      | 546        |
| 2007     | € 594       | € 23,3         | 2.653.000 ton      | 600        |
| 2008     | € 741       | € 28,8         | 2.929.000 ton      | 608        |
| 2009     | € 1950      | € 50,5         | 2.696.000 ton      | 832        |
| 2010     | € 4163      | € 40,5         | 2.849.000 ton      | 847        |
| 2011     | € 5224      | € 21,9         | 3.046.000 ton      | 884        |
| 2012     | € 6617      | € 53,3         | 6.620.000 ton      | 2194       |
| 2012(pf) | € 2564      | € 39,8         | 8.630.000 ton      | n.b.       |
| 2013     | € 2472      | € 31,1         | 8.550.000 ton      | 2214       |
| 2014     | € 2292      | € 39,0         | 8.890.000 ton      | 2343       |
| 2015     | € 2245      | € 50,7         | 9.094.000 ton      | 2370       |
| 2016     | € 2109      | € 53,3         | 9.259.000 ton      | 2273       |
| 2017     | € 2219      | € 59,3         | 9.556.000 ton      | 2325       |
| 2018     | € 2405      | € 57,6         | 10.021.000 ton     | 2654       |
| 2019     | € 2463      | € 18,0         | 10.096.000 ton     | 2570       |
| 2020     | € 2352      | € 14,2         | 9.700.000 ton      | 2502       |
| 2021     | € 2671      | € 12,0         | 9.666.000 ton      | 2444       |
| 2022     | € 3315      | € 18,0         | 9.032.000 ton      | 2468       |
| 2023     | € 2975      | € −1,0         | 8.428.000 ton      | 2390       |
| 2024     | € 2746      | € 31,4         | 9.020.000 ton      | 2687       |

Vanwege een beveiligingsprobleem met de MediaWiki Graph-software is het momenteel niet mogelijk deze grafiek weer te geven. Zodra de software is bijgewerkt zal de grafiek vanzelf weer zichtbaar worden.

## Geschiedenis
De aanvang van ForFarmers ligt aan het begin van de 20e eeuw. Lokale coöperaties van boeren ontstonden om door samenwerking economisch sterker te staan. Behoefte aan schaalvergroting deed diverse coöperaties samengaan. In december 1989 gingen de Coöperatie ABC Gelderland B.A., Coöperatie Gelderland voor de Land- en Tuinbouw B.A en Coöperatie ABC B.A. samen onder de naam Coöperatie ABC U.A. In 1995 werden nog meer coöperaties toegevoegd. Een belangrijke fusie was in het jaar 2000 tussen ABC en CTA, waardoor het fusiebedrijf ABCTA ontstond. Sinds 2006 is het conglomeraat ook actief buiten Nederland en is de naam van de commerciële activiteiten veranderd in het internationaal klinkende ForFarmers. De coöperatie, met de agrarische ondernemers als leden, kreeg de naam FromFarmers.
In 2011 nam ForFarmers Hendrix over van Nutreco. Na deze aankoop werd verwacht dat ForFarmers per jaar zo’n 4,5 miljoen ton mengvoer en 1,5 miljoen ton bijproducten zou gaan leveren. Het aantal werknemers zou verdubbelen naar circa 1500 en verwacht werd dat de omzet € 6 miljard zou gaan bedragen.
In 2012 nam de onderneming het Britse voerconcern BOCM PAULS over. Alle aandelen van BOCM PAULS gingen over naar ForFarmers. De aankoopprijs was gebaseerd op een ondernemingswaarde van € 85 miljoen maar hier ging nog een bedrag af in verband met tekorten van het pensioenfonds. BOCM PAULS had een marktaandeel van 20% in Groot-Brittannië op het gebied van de productie en verkoop van mengvoeders. Het beschikte daar over elf fabrieken en zeven locaties waar speciaal voer werd geproduceerd. Op jaarbasis produceerde BOCM PAULS ruim 1,9 miljoen ton mengvoer en behaalde daarmee een omzet van € 600 miljoen.
In 2013 werd het nog niet zo lang daarvoor ingelijfde Cefetra door ForFarmers verkocht aan het Duitse concern BayWa. De transactiewaarde bedroeg zo’n € 125 miljoen.
Vleuten-Steijn Voeders werd in 2016 overgenomen. De overnamesom bedroeg € 30 miljoen. Vleuten-Steijn Voeders leverde varkensvoer en was voornamelijk actief in in Zuidoost-Nederland. Het behaalde in 2015 een omzet van circa € 91 miljoen met de verkoop van zo'n 295.000 ton voeders.
ForFarmers nam in 2018 een aandelenbelang van 60% in het Poolse Tasomix. Tasomix leverde in 2016 zo'n 395.000 ton voer aan pluimveehouders. De omzet was circa € 103 miljoen en er zijn 180 medewerkers. Het bedrijf had twee fabrieken met een gezamenlijke capaciteit van 450.000 ton, en een derde fabriek met een capaciteit van 350.000 ton op jaarbasis was tijdens de overname nog in aanbouw.
In februari 2021 nam het concern De Hoop Mengvoeders over. De Hoop telde 52 werknemers en had een fabriek in Zelhem. In 2019 zette De Hoop 322.000 ton pluimveevoeders af en behaalde daarmee een omzet van € 110 miljoen. Ongeveer 80% van de afzet vond plaats in Nederland en de rest in België en Duitsland. Verder heeft ForFarmers in februari 2021 de activiteiten overgenomen van Mühldorfer AG, een klein bedrijf gericht op de productie van paardenvoer in Duitsland.
In april 2023 verkocht ForFarmers de Belgische mengvoederactiviteiten, met de fabriek in Izegem, aan Arvesta. Arvesta betaalde € 25 miljoen. Deze activiteit realiseerde een omzet van € 202 miljoen in 2022 met de verkoop van 420.000 ton veevoeder.
In 2024 werden diverse overnames gedaan, waarvan de acquisitie van het Poolse bedrijf Piast de grootste was gemeten naar de omzet. Piast richt zich op pluimveevoer en werd vanaf begin januari 2024 geconsolideerd. Het droeg in 2024 voor € 100 miljoen bij aan de omzet van ForFarmers.

## Beursgang
ForFarmers was een coöperatie, maar is nu een beursgenoteerd bedrijf. Al in 2005 is besloten het vermogen van de Coöperatie FromFarmers U.A. op naam van de leden te zetten. Hiertoe zijn in 2007 de activiteiten van de onderneming ondergebracht in ForFarmers B.V. De Coöperatie FromFarmers U.A. ontving hierdoor 100 miljoen aandelen ForFarmers B.V. De naam van de vennootschap is per 1 januari 2010 gewijzigd in ForFarmers Group B.V. Vanaf 8 november 2010 is het mogelijk te handelen in certificaten van de aandelen. Een Nederlandse bank beheert een handelsplatform waar aandelen gekocht en verkocht kunnen worden. In november 2012 maakte ForFarmers bekend een beursgang voor te bereiden, die in 2015 of 2016 moet gaan plaatsvinden.
Bij een beursnotering spelen diverse belangen. Aandeelhouders hebben vooral oog voor een zo groot mogelijke winst en willen dus een zo hoog mogelijke prijs voor de producten. De meeste leden van de coöperatie zijn afnemers en willen inkopen tegen de laagst mogelijke prijs. ForFarmers ziet dit niet als een groot probleem. In 2013 was het aandeel van de leden in de totale omzet van ForFarmers circa 20%. De leden betalen dezelfde prijs als niet-leden, ze krijgen geen korting maar de leden krijgen wel dividend op hun participatie. Terwijl de boeren van een zuivelcoöperatie een leveringsplicht hebben zijn de leden van ForFarmers vrij hun voer daar in te kopen waar dit het meest aantrekkelijk is.
In april 2014 kreeg de directie goedkeuring om verder de voor- en nadelen van een openbare beursnotering te onderzoeken. Op 24 mei 2016 was de eerste dag van de notering. De boeren blijven via de coöperatie de grootste aandeelhouder, 66,3% van de zeggenschap is in handen van de coöperatie en individuele leden. Vastgelegd is verder dat dit belang niet onder de 20% zal dalen. Per 31 december 2022 hebben ze nog altijd iets meer dan 60% van de aandelen in handen.

## Belangenverstrengeling
In september 2018 kwam het bedrijf in het nieuws toen bleek dat Yvon Jaspers, presentatrice van Onze Boerderij, op de loonlijst had gestaan. Na onderzoek pleitte het Commissariaat voor de Media Jaspers vrij van het maken van sluikreclame, maar oordeelde dat KRO-NCRV zorgvuldiger had moeten zijn.
Eind 2019 werd bekend dat ForFarmers het boerenprotest had geholpen door Agractie financieel te ondersteunen.